# 埃諾一世 (東菲士蘭)
埃諾一世（Enno I. von Ostfriesland，1460年6月1日—1491年2月19日），東菲士蘭伯爵（1466—1491，1480前母親攝政），烏爾里希一世的兒子。

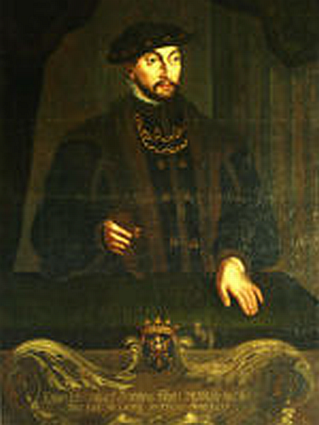
埃諾一世